# Videix
Videix (okzitanisch Vidais) ist eine französische Gemeinde mit 204 Einwohnern (Stand 1. Januar 2022) im Département Haute-Vienne in der Region Nouvelle-Aquitaine.

## Geographie
Videix liegt am Oberlauf der Charente. Die Nachbargemeinden sind Les Salles-Lavauguyon, Verneuil, Chéronnac, Vayres und Pressignac.

## Bevölkerungsentwicklung
| Jahr      | 1968 | 1975 | 1982 | 1990 | 1999 | 2006 | 2011 | 2018 |
| Einwohner | 393  | 338  | 282  | 252  | 243  | 236  | 224  | 204  |